# Ninja Gaiden II (videojuego de 2008)
Ninja Gaiden II es el segundo videojuego en tercera persona de la famosa y aclamada serie Ninja Gaiden. El juego fue creado por Tomonobu Itagaki y por Tecmo.

## Historia
Un año después de lo ocurrido en Ninja Gaiden, el maestro herrero Muramasa ubica su tienda en un rascacielos en Tokio. Un agente de la CIA llamada Sonia entra en su tienda y pregunta por el paradero de Ryu Hayabusa, hasta que miembros del Clan de la Araña Negra la atacan y secuestran. El Ninja del Dragón aparece, aunque no evita el secuestro de Sonia y se apresura en torno a los rascacielos de Tokio y rescata a la agente, quien le informa que el Clan de La Araña Negra se dirige a la aldea Hayabusa, ya que van en busca de la Estatua del Demonio. 
Ryu regresa a su aldea y encuentra a su padre, Joe Hayabusa en duelo con Genshin, líder del Clan de la Araña Negra. Desafortunadamente, la Estatua del Demonio es llevada por la reina de los Demonios Máximos y Soberana de la Sangre, Elizébeth, y Joe insta a su hijo para recuperar la estatua a toda costa. Ryu viaja por el mundo con Sonia, en la búsqueda de Elizébeth y la Estatua del Demonio, mientras que encontrar legiones de Ninjas de la Araña Negra, demonios, y otros tres Demonios Máximos: Alexei, el elegante Soberano de los Rayos; Volf, Soberano de las Tormentas, y Zedonius, el malévolo Soberano de las Llamas. 
Ryu persigue a Elizébeth hasta América del Sur, donde ofrece la Estatua del Demonio al Sumo Sacerdote Infernal Dagra Dai, a fin de resucitar al antiguo Archidemonio, Vazdah. Ryu enfrenta a Elizébeth, pero Elizébeth anuncia su regreso. Genshin explica a Ryu que el Archidemonio renacerá en el Monte Fuji en Japón y dice que es el lugar donde Ryu morirá. 
Como Ryu se dirige al Monte Fuji, Ayane aparece con El Ojo del Dragón, un regalo de Joe Hayabusa, y Ryu equipa la reliquia en su Espada del Dragón, que una vez más la convierte en la Verdadera Espada del Dragón. En camino a la cumbre de la montaña, Ryu se encuentra a Genshin, que lo esperaba en la entrada del cráter y los dos ninjas luchan hasta la muerte. Genshin cae derrotado y Ryu salta en el Monte Fuji.
Dentro del Monte Fuji se encuentra un mundo infernal donde Ryu se abrirá paso luchando contra hordas de demonios, y una vez más se enfrenta a Zedonius, el Soberano de las Llamas. Al derrotar a Zedonuis, Ryu obtiene su corazón como trofeo. Después Ryu se abre paso a través de un helado bosque custodiado por máquinas hasta encontrarse con Volf, Soberano de las Tormentas. Aun con la ayuda de centauros, Volf fue incapaz de derrotar a Ryu y éste toma su corazón. Sonia, en un intento por seguir a Ryu es capturada por Alexei y puesta en una jaula, hasta que Ryu derrota a Alexei y libera a Sonia, sin olvidar tomar el corazón de su enemigo.
Después de derrotar a Alexei, Ryu continua su travesía hasta cruzar un lago de sangre y entrar en un palacio, donde se vuelve a encontrar con Genshin, esta vez convertido en demonio. Ambos ninjas se enfrentan y Ryu sale victorioso, Genshin entrega su espada, La Cuchilla del Archidemonio a Ryu como muestra de respeto y después muere. Ryu se dispone a continuar y Elizébeth aparece para enfrentarse una última vez con Ryu, Elizébeth pierde el combate y Ryu toma su corazón.
Ryu continua su camino hasta llegar a un portal donde utiliza los corazones de los cuatro Demonios Máximos para abrirla, y así Ryu llega ante el Sumo Sacerdote Infernal Dagra Dai, quien también es derrotado por Ryu. Dagra Dai ofrece su cuerpo en sacrificio para el Archidemonio y con esto despierta. El Archidemonio trata de salir del Monte Fuji pero Ryu lo alcanza y derrota. Después de derrotarlo, Sonia llega hasta donde se encuentra Ryu y ambos escalan hasta la superficie, pero el brazo izquierdo de Ryu está herido y una gota de su sangre cae en el Archidemonio que cayó en el fondo del Monte Fuji y despierta su segunda forma, una vez más Ryu enfrenta al Archidemonio Vazdah en un difícil combate. Ryu vence al Archidemonio y este explota. Ryu y Sonia suben a la cima de la montaña observando el amancer.
Después de los créditos, Ryu se encuentra en un campo con infinidad de espadas clavadas en el suelo y Ryu posa la Cuchilla del Archidemonio de Genshin como muestra de respeto al Líder del Clan de la Araña Negra, después Ryu desaparece entre la niebla.

## Personajes

### Sonia
Es una agente de la CIA que investiga acerca de los demonios y cuando se entera lo que quieren hacer Genshin y Elizébeth va con Ryu, en resumen termina ayudando a Ryu en la búsqueda del Archidemonio al máximo hasta el final.

### Ryu Hayabusa
El protector actual de la Espada del Dragón y líder de la aldea de Hayabusa. Él fue el  responsable de la destrucción del Imperio de Vigoor y todos sus líderes, incluyendo a su tío Murai. Considerado el ninja más poderoso que existe, Ryu, junto con Sonia debe emprender la caza de Elizebeth y Genshin, para evitar la resurrección del Archidemonio.

### Joe Hayabusa
El padre de Ryu Hayabusa, Joe ha vuelto de la instrucción en tierras lejanas reasumir sus deberes como el líder del Clan Ninja Hayabusa , Sólo fue herido en una de sus muchas batallas contra las fuerzas de la maldad. El coloca en el descanso en su hogar en el Castillo del Dragón, Ignorante que la sombra mala del Clan de la Araña Negra desciende lentamente sobre su aldea.

### Genshin
El cacique del Clan Ninja de la Araña Negra. La sed de poder de Genshin es emparejada solo por su odio a joe Hayabusa y su línea de sangre. Esperando para ganar una ventaja en la lucha para la superioridad de Ninja, Genshin entra en una lealtad inquieta con los Demonios. El no se parará en barras para destruir a Ryu y terminar esta enemistad secular una vez para siempre. Se enfrentó varias veces a Ryu, pero cuando el monte Fuji entró en erupción, fue donde Ryu finalmente le mato. Pero al entrar Ryu al inframundo, el mundo de los muertos, se lo vuelve a encontrar. Ahora Genshin está dotado por poderes demoniacos que le fueron otorgados por Elizebeth. Murió en las manos de Ryu, redimido por el ninja del dragón, Genshin le entrega a Ryu su espada: La Cuchilla del Archidemonio. Esta espada fue fabricada con el acero de un meteorito que fue escupido por el Archidemonio. Ryu decide usar la Verdadera Espada del Dragón y La Cuchilla del Archidemonio juntas, para duplicar su poder y volverse imparable.

### Elizébeth
La Soberana de la Sangre y Reina de los Demonios Máximos. En un principio parece que quiere eliminar a Ryu porque se interpone en sus objetivos. Elizébeth está obsesionada con recuperar un antiguo artefacto importante de la aldea ancestral de Ryu Hayabusa.La primera vez que ella pelea contra Ryu es en la pirámide que se oculta tras la cascada en Sudamérica, ahí Ryu la vence por primera vez, cuando Ryu vence a Genshin en el monte fuji Elizebet transforma a Genshin en un demonio para que el siga con vida, posteriormente en el inframundo se enfrenta a Ryu, este la vence usando la dragon sword junto con la espada de Genshin, al matarla Ryu le arranca el corazón.
Es la más poderosa de los cuatro demonios máximos.

### Volf
El Soberano de las Tormentas y de uno de los Cuatro Demonios Máximos, Volf es un guerrero ambicioso que busca a un adversario digno de él mismo. Sus subordinados de Lycanthrope han tomado las calles de la Capital Acuática. Su arma predilecta es la Guadaña del Eclipse, una guadaña mística construida con acero de damasco y templada en carne de humanos vivos; se dice que tomo nueve días templar por completo la guadaña. Al llegar Ryu a Capital Acuática, Volf organiza a sus seguidores como público en el coliseo de la ciudad, para que presencien como enfrenta a un guerrero digno de él, y eventualmente lo venza. Pero muere en manos de Ryu, quien se apodera de su guadaña. Cuando Ryu va al inframundo, Volf hace presencia nuevamente, esta vez portando una guadaña de hueso, que fabricó histérico por haber perdido la suya. Nuevamente es derrotado por Ryu, quien le saca el corazón.

### Alexei
Uno de los 4 demonios máximos y soberano del rayo, un elegante demonio con sed de perfección, toma como sede la ciudad de Nueva York, en la estatua de la libertad 
Lo derrotas ahí, para después volverlo a matar en el infierno, dónde toma a Sonia como su princesa

### Zedonius
Por sus venas corre tanta maldad como por las del resto de demonios. Su poder es el fuego y ha amenazado a la humanidad con quemarla de no aceptar sus condiciones impuestas, ni la voluntad del Sumo Sacerdote Infernal Draga Dai. Fue el quien un principio enseñó a la humanidad el poder y los misterios del fuego, esperando obtener la adoración eterna de los humanos, pero no fue así y ahora su odio por la humanidad no tiene límites. En el juego se enfrenta a Ryu en el reloj de la ciudad de Moscú, donde lo vence por primera vez. Cuando Ryu va al inframundo se enfrenta de nuevo a él, pero en esta ocasión le arranca el corazón.

## Desarrollo
Las primeras capturas de Ninja Gaiden 2 aparecieron en la página oficial de Xbox Japón pero fueron removidas en cuestión de horas en octubre de 2008. Aparte de las nuevas armas que se muestran, nuevas localizaciones fueron reveladas, obteniendo un aspecto más oriental que la anterior entrega (Ninja Gaiden (videojuego del 2004)). Ninja Gaiden 2 fue oficialmente demostrado en el Tokyo Game Show 2007, con el primer tráiler lanzado. Fue primeramente mencionado en la conferencia de prensa del Tokyo Game Show que se trataba de un videojuego exclusivo para el Xbox 360. El director Tomonobu Itagaki fue citado durante el evento diciendo "Ahora disfruten del mejor juego de acción del mundo, que se ejecuta en el mejor hardware del mundo".
Una demostración de Ninja Gaiden 2 fue lanzado en Japón el 31 de mayo de 2008, tempranamente el 8 de junio del mismo año fue lanzado en Europa y América.

## Recepción
Ninja Gaiden 2 fue bien recibido obteniendo en su mayoría comentarios positivos, el diseño gráfico y la variedad de armas fueron elogiados. El juego fue criticado por una cámara incómoda que dificulta el movimiento del jugador. Ciertos niveles carecen de efectos visuales adecuados, combate y un frame rate inconsistente en consecuencia de mejorar la resolución de 1080p. La historia fue criticada y descrita como sin sentido, pero al mismo tiempo carece de importancia para el juego en su conjunto. Mientras que la dificultad fue crítica por ser "extrema y fácil". GameSpot lo nominó en la categoría "Secuela menos mejorada" en su entrega de premios de 2008.
El 28 de agosto de 2008, Ninja Gaiden 2 reportó ventas de un millón de copias.